# Karina Lombard

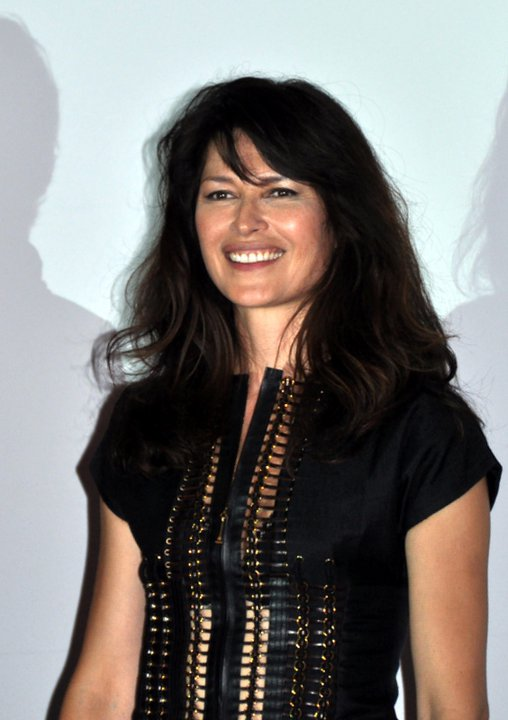
Karina Lombard, 2011

Karina Lombard (Tahiti, 21 januari 1969) is een Frans-Amerikaanse actrice en zangeres.

## Jeugd
Lombard werd geboren in Tahiti. Haar moeder was een medicijnvrouw van de Lakota en immigrante in Tahiti. Haar vader was een bankier en Europees aristocraat van Russische, Italiaanse en Zwitserse afkomst. Lombard is genaturaliseerd tot burger van de Verenigde Staten, maar woonde sinds haar eerste verjaardag in Barcelona. Nadat haar ouders uit elkaar waren gegaan, nam haar vader haar en zijn andere vier kinderen mee naar zijn landgoed in Barcelona. Ze liep school op verschillende Zwitserse internaten, onder andere in Lausanne.

## Carrière
Lombards grote doorbraak als model kwam er door een fotosessie bij Calvin Klein. Een van de foto's ervan werd gebruikt in een grote campagne, en ze verscheen als model nog in de tijdschriften Elle en Vogue.
Haar eerste rol als actrice was die van een prinses in de miniserie L'île (The Island). Haar doorbraak kwam er met Wide Sargasso Sea en The Firm, beide uit 1993, gevolgd door de western Legends of the Fall. In 1996 had ze een rol in Last Man Standing, met Bruce Willis.
In de jaren 2000 stapte ze over naar televisiewerk. Ze speelde onder andere in The L Word en The 4400, en had gastrollen in diverse politieseries.